# Le Retour du gang des chaussons aux pommes
Ne doit pas être confondu avec Le Retour du gang.
Série
Le Gang des chaussons aux pommes
(1975)
Pour plus de détails, voir Fiche technique et Distribution.
Le Retour du gang des chaussons aux pommes (The Apple Dumpling Gang Rides Again) est un film américain de Vincent McEveety, sorti en 1979. Il fait suite au film Le Gang des chaussons aux pommes sorti en 1975, qui était basé sur un roman de Jack M. Bickham.

## Synopsis
Le gang des chaussons aux pommes est de retour, cette fois dans la ville de Junction City, pour se refaire. Avec leur maladresse légendaire, Theodore Ogelvie et Amos Tucker sont accusés à tort du vol d'une banque. Ils sont ensuite enrôlés dans l'armée et sont finalement mêlés à une affaire de grand banditisme.

## Fiche technique
- Titre original : The Apple Dumpling Gang Rides Again
- Titre français : Le Retour du gang des chaussons aux pommes
- Réalisation : Vincent McEveety assisté de Robert M. Webb et Alan Green (second assistant)
- Scénario : Don Tait d'après les personnages créés par Jack M. Bickham
- Musique : Buddy Baker, Walter Sheets (orchestration)
- Direction artistique : John B. Mansbridge
- Effets spéciaux : Art Cruickshank, Danny Lee, David Domeyer, Hans Metz
- Décors : Norman Rockett
- Costumes : Chuck Keehne et Mary Dye
- Maquillage : Robert J. Schiffer, Bron Roylance
- Coiffures : Chris Lee
- Photographie : Frank Phillips
- Son : Herb Taylor (supervision), Henry A. Maffett (mixage),
- Montage : Gordon D. Brenner (image), Ben F. Hendricks (son), Evelyn Kennedy (musique)
- Décors : Norman Rockett
- Cascades : Louis Elias (coordination), Larry Holt
- Conseiller technique : Monty Laird
- Production : Ron Miller, Tom Leetch (coproducteur), John Bloss (responsable de production)
- Société de production[1] : Walt Disney Productions
- Société de distribution[1] :  Buena Vista Distribution Company, (Exportation/Distribution internationale)[2]
- Budget[3] : 5 450 000 $ (estimation)
- Pays d’origine :  États-Unis
- Langue originale : anglais
- Format[4] : 
  - couleur (Technicolor) - 35 mm - 1,75:1 (Format dit "panoramique")
  - Son : Mono (RCA Photophone Sound Recording)
- Genre : western, comédie
- Durée : 88 minutes
- Dates de sortie[5] :
  - États-Unis : 27 juin 1979
  - France : 31 juillet 1981
- Classification[6] :
  -  États-Unis : G - General Audiences (Tous publics)
  -  France : Tous publics

Sauf mention contraire, les informations proviennent des sources concordantes suivantes : Leonard Maltin, Mark Arnold et IMDb

## Distribution
- Tim Conway (VQ : Jean-Paul Dugas) : Amos Tucker
- Don Knotts (VQ : Jean-Louis Millette) : Theodore Ogelvie
- Tim Matheson (VQ : Mario Desmarais) : le détective privé Jeff Reid Philipps
- Kenneth Mars (VQ : Gérard Delmas) : le marshal Woolly Bill Hitchcock
- Elyssa Davalos (VQ : Diane Arcand) : Miss Millie Gaskill
- Jack Elam (VQ : Vincent Davy) : Big Mack
- Robert Pine (VQ : Ronald France) : le lieutenant Jim Ravencroft
- Harry Morgan (VQ : Robert Rivard) : le major T. P. Gaskill, père de Millie
- Ruth Buzzi (VQ : Élisabeth Chouvalidzé) : Old Tough Kate dite « Granny »
- Audrey Totter (VQ : Arlette Sanders) : Martha Osten, la veuve aveugle
- Richard X. Slattery (en) (VQ : Ulric Guttinger) : le sergent Slaughter
- John Crawford : le capitaine Sherick
- Cliff Osmond (en) : Wes Hardin, voleur de banque
- Ted Gehring (en) : Hank Starrett, voleur de banque
- Robert Totten : Blainey
- James Almanzar : Lennie
- Shug Fisher (en) : barman
- Rex Holman (en) : Reno
- Ralph Manza (en) : le jeune garçon

Sauf mention contraire, les informations proviennent des sources concordantes suivantes : Leonard Maltin, Mark Arnold et IMDb
 Source et légende : version québécoise (VQ) sur Doublage.qc.ca

## Production
Vincent McEveety à la réalisation et Don Tait au scénario sont des membres fiables du studio.

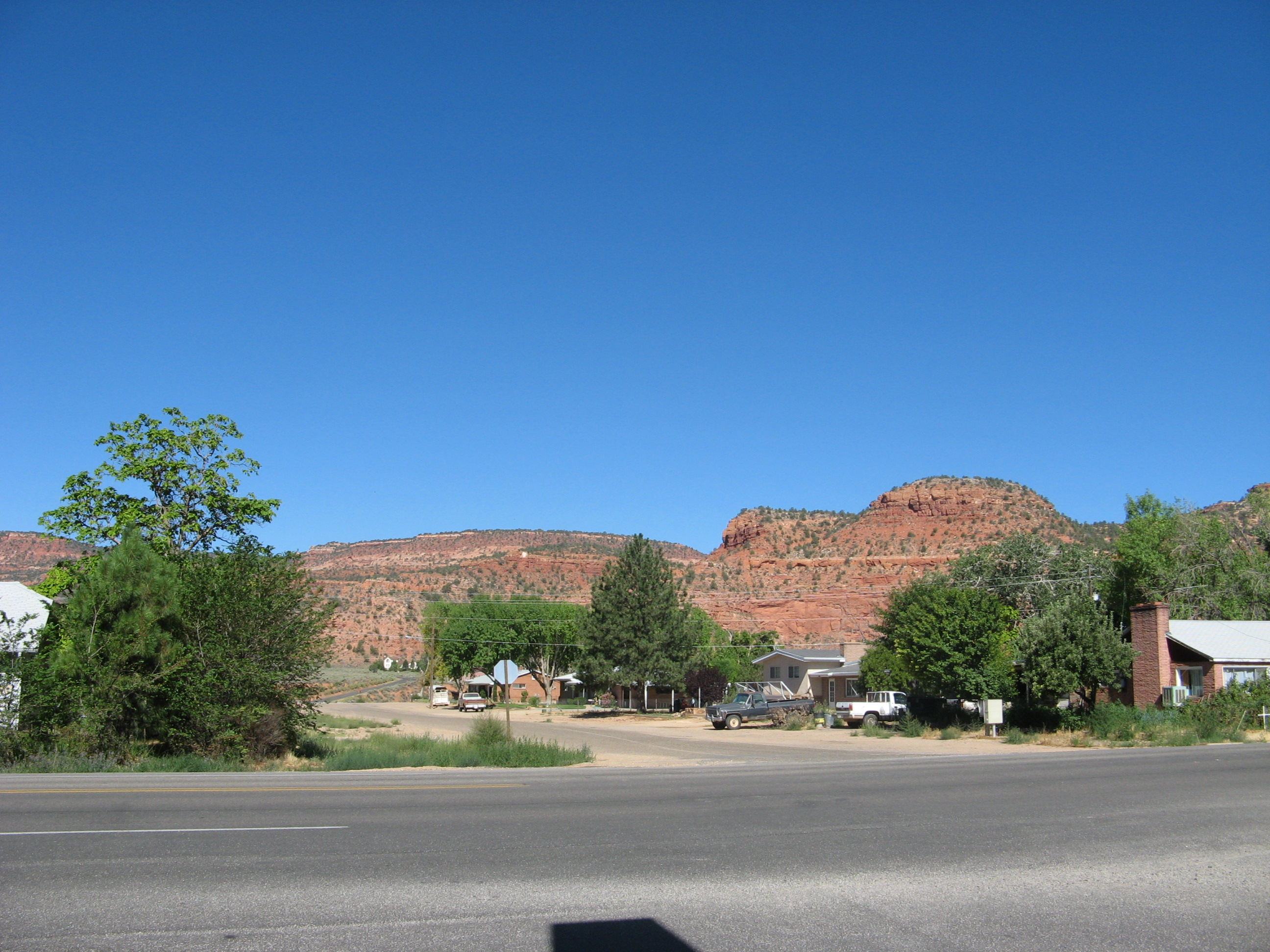
Décor naturel de Kanab, Utah

Le tournage a lieu dans l'Utah (Glen Canyon, Kanab), à Las Vegas et en Californie (Railtown 1897 State Historic Park de Jamestown, Walt Disney Studios de Burbank, Disney's Golden Oak Ranch, Santa Clarita, Sonora),. Les scènes du fort ont été en partie tournées dans le fort de Kanab dans l'Utah et à Kanab Creek. Le décor de la prison a été créé à dans la Zorro Street des studios Disney de Burbank.
Le duo Tim Conway et Don Knotts fonctionne bien et ils jouent ensuite dans The Prize Fighter (en) (1979) et Deux Débiles chez le fantôme (1981), mais pas avec Disney. C'est le cinquième film chez Disney pour Conway et le sixième pour Knotts. La plupart des autres personnages font partie d'une distribution d'habitués comme généralement chez Disney.

## Sortie et accueil
Le film sort le 27 juin 1979 aux États-Unis,. C'est le premier film Disney, à part Take Down uniquement distribué par Buena Vista Distribution, qui adopte un générique de fin au lieu d'un générique de début. Le film est distribué en vidéo en 1981 et en 1985. Il a été diffusé dans l'émission Walt Disney sur CBS en 1982.
Vincent Canby du The New York Times trouve Kenneth Mars très drôle et qu'Harry Morgan fournit des moments agréable. Variety écrit que le film « passe d'un décor à l'autre, d'une façon qui semble allonger sa durée de 88 minutes. Conway et Knotts ont perfectionné les gags maladroits en une forme d'art très mineur mais les principaux rires sont provoqués par des blagues douteuses d'ivrognes ou des noms de personnages comme celui de Jack Elam interprétant Big Mac. Quand les marques de hamburgers deviennent une source de blagues, il est temps d'aller voir ailleurs ».
Kevin Thomas du Los Angeles Times qualifie le film de « délicieux », avec « beaucoup d'humour et d'action. En effet, il est plus inventif - et mouvementé - que la comédie-western plus sophistiquée Les Joyeux Débuts de Butch Cassidy et le Kid, sorti la même année. Il compare le duo Conwa-Knotts à Laurel et Hardy. Gary Arnold du Washington Post rejette le film comme « la dernière tentative de comédie juvénile sans inspiration du studio Disney ». Gary Arnold l'oppose à une compilation de Buster Keaton et conseille aux parents d'aller voir un film plus drôle comme Arrête de ramer, t'es sur le sable, Moonraker ou Les Dents de la mer 2.
Mark Arnold considère le film aussi bien que le premier opus même si de nombreuses personnes ne l'aime pas. Arnold  glose la présence d'un générique de fin en s'exclamant que « Disney commence à faire de vrais films » .
Aux États-Unis, le film a reçu un accueil critique généralement mitigé. Sur Internet Movie Database, il obtient un score de 6,2⁄10 sur la base de 2 382 critiques. Sur Metacritic, il obtient un score défavorable de la presse 37⁄100 sur la base de 4 critiques. En France, le film a reçu peu de critiques sur Allociné et obtient une moyenne de 3,0⁄5 sur la base 1 critique de la part des spectateurs.